# Championnat du monde féminin d'échecs 1988

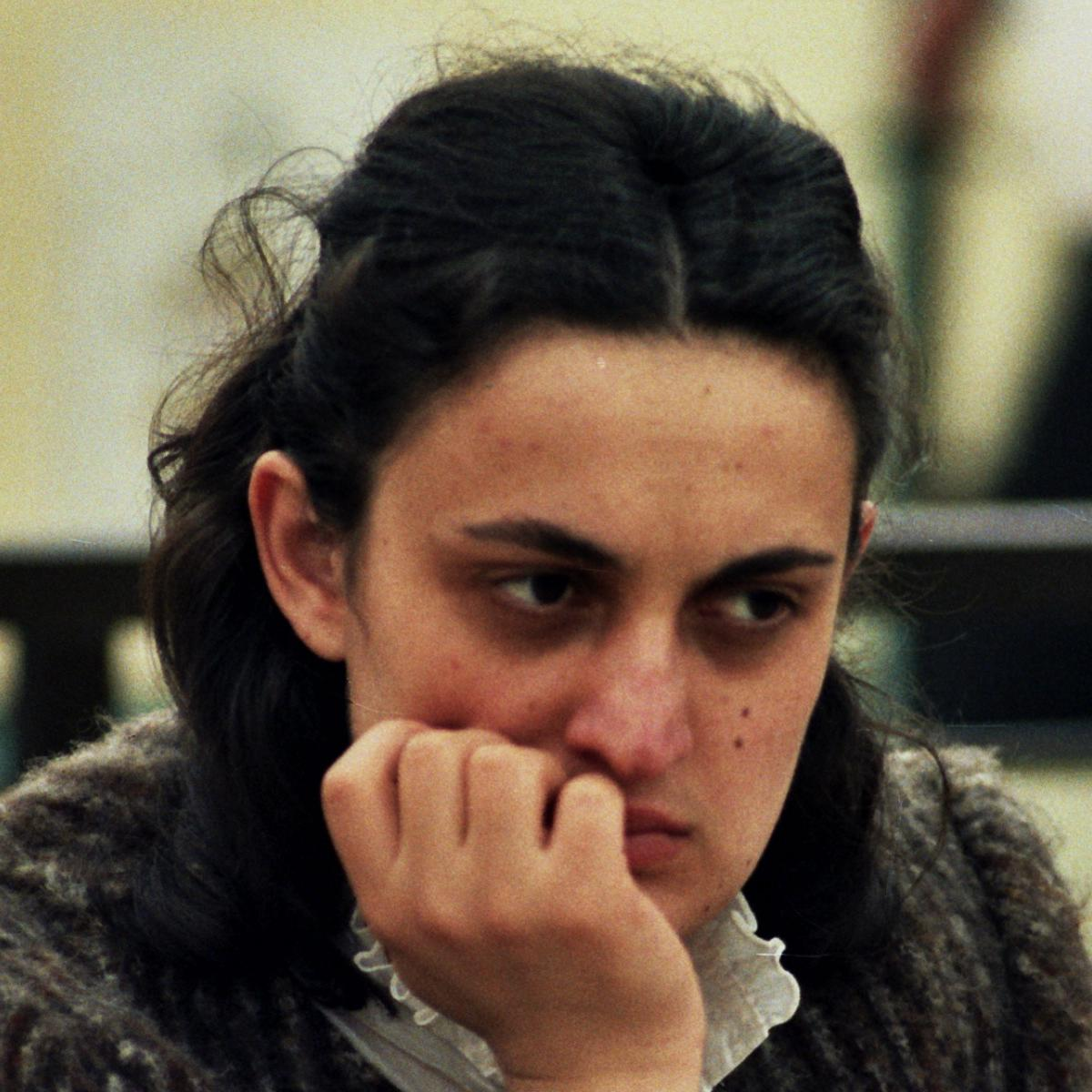
Maia Tschiburdanidse, lors des Olympiade d’échecs 1984 à Thessalonique, prise en photo par Gerhard Hund.

Le championnat du monde d'échecs féminin de 1988 a été remporté par Maia Chiburdanidze, qui a défendu avec succès son titre contre son adversaire Nana Ioseliani.

## Tournois interzonaux de 1987
Dans le cadre du processus de qualification, deux tournois interzonaux ont été organisés durant l'été 1987, l'un à Smederevska Palanka en juillet et l'autre à Tuzla en juillet et août, avec les meilleures joueuses de chaque zone FIDE. Au total, 34 joueuses y ont participé, les trois premières de chaque tournoi interzonal étant qualifiées pour le tournoi des candidates.
Litinskaya-Shul a gagné à Smederevska Palanka, tandis que trois joueurs se sont partagés la deuxième place. Ils ont ensuite disputé un barrage à Tbilissi en septembre, qui a été remporté par l'ex-champion Gaprindashvili (3/4 points) devant l'ex-challenger Levitina (2½/4), tandis que Richtrová (½/4) a été éliminée.
Ioseliani et Arakhamia ont pris la première et la deuxième place à Tuzla, tandis que Brustman a décroché la dernière place des candidates après avoir gagné un barrage contre Semenova 4-1.
|    | Joueuses                         | 1 | 2 | 3 | 4 | 5 | 6 | 7 | 8 | 9 | 10 | 11 | 12 | 13 | 14 | 15 | 16 | Points | Départage |
| -- | -------------------------------- | - | - | - | - | - | - | - | - | - | -- | -- | -- | -- | -- | -- | -- | ------ | --------- |
| 1  | Marta Litinskaya-Shul (URS)      | - | ½ | 0 | 1 | 1 | 1 | 1 | ½ | 0 | 0  | 1  | 1  | 1  | 1  | 1  | 1  | 11     |           |
| 2  | Irina Levitina (URS)             | ½ | - | ½ | 0 | 1 | 1 | ½ | 0 | 1 | ½  | ½  | 1  | 1  | 1  | 1  | 1  | 10½    | 68.50     |
| 3  | Nona Gaprindashvili (URS)        | 1 | ½ | - | ½ | ½ | ½ | ½ | 0 | ½ | ½  | 1  | 1  | 1  | 1  | 1  | 1  | 10½    | 67.75     |
| 4  | Eliška Richtrová (CZE)           | 0 | 1 | ½ | - | ½ | 0 | ½ | 0 | 1 | 1  | 1  | 1  | 1  | 1  | 1  | 1  | 10½    | 65.00     |
| 5  | Zoya Schleining (URS)            | 0 | 0 | ½ | ½ | - | 1 | 1 | ½ | 0 | 1  | 1  | ½  | 1  | 1  | 1  | 1  | 10     |           |
| 6  | Ildikó Mádl (HUN)                | 0 | 0 | ½ | 1 | 0 | - | 1 | 1 | ½ | 1  | ½  | 1  | 0  | 1  | 1  | 1  | 9½     | 61.50     |
| 7  | Inna Izrailov (USA)              | 0 | ½ | ½ | ½ | 0 | 0 | - | ½ | ½ | 1  | 1  | 1  | 1  | 1  | 1  | 1  | 9½     | 55.25     |
| 8  | Alisa Marić (YUG)                | ½ | 1 | 1 | 1 | ½ | 0 | ½ | - | 0 | ½  | 0  | 1  | 1  | 1  | ½  | ½  | 9      | 66.50     |
| 9  | Susan Arkell (ENG)               | 1 | 0 | ½ | 0 | 1 | ½ | ½ | 1 | - | 0  | 1  | ½  | ½  | ½  | 1  | 1  | 9      | 61.50     |
| 10 | Margarita Voiska (BUL)           | 1 | ½ | ½ | 0 | 0 | 0 | 0 | ½ | 1 | -  | 1  | ½  | ½  | 0  | 0  | 1  | 6½     |           |
| 11 | An Yangfeng (CHN)                | 0 | ½ | 0 | 0 | 0 | ½ | 0 | 1 | 0 | 0  | -  | 0  | ½  | 1  | 1  | 1  | 5½     | 29.50     |
| 12 | Wu Mingqian (CHN)                | 0 | 0 | 0 | 0 | ½ | 0 | 0 | 0 | ½ | ½  | 1  | -  | 1  | ½  | ½  | 1  | 5½     | 28.50     |
| 13 | Gordana Marković-Jovanović (YUG) | 0 | 0 | 0 | 0 | 0 | 1 | 0 | 0 | ½ | ½  | ½  | 0  | -  | ½  | 1  | 1  | 5      |           |
| 14 | Asela De Armas (CUB)             | 0 | 0 | 0 | 0 | 0 | 0 | 0 | 0 | ½ | 1  | 0  | ½  | ½  | -  | ½  | 1  | 4      |           |
| 15 | Joara Chaves (BRA)               | 0 | 0 | 0 | 0 | 0 | 0 | 0 | ½ | 0 | 1  | 0  | ½  | 0  | ½  | -  | 0  | 2½     |           |
| 16 | Christina Nyberg (SWE)           | 0 | 0 | 0 | 0 | 0 | 0 | 0 | ½ | 0 | 0  | 0  | 0  | 0  | 0  | 1  | -  | 1½     |           |
|    | Joueuses                 | 1 | 2 | 3 | 4 | 5 | 6 | 7 | 8 | 9 | 10 | 11 | 12 | 13 | 14 | 15 | 16 | 17 | 18 | Points | Départage |
| -- | ------------------------ | - | - | - | - | - | - | - | - | - | -- | -- | -- | -- | -- | -- | -- | -- | -- | ------ | --------- |
| 1  | Nana Ioseliani (URS)     | - | 1 | ½ | ½ | ½ | ½ | ½ | ½ | 1 | 1  | 1  | 1  | ½  | ½  | 1  | 1  | 1  | 1  | 13     |           |
| 2  | Ketevan Arakhamia (URS)  | 0 | - | 0 | 0 | 1 | 0 | 1 | 1 | 0 | 1  | 1  | 1  | 1  | 1  | 1  | 1  | 1  | 1  | 12     |           |
| 3  | Lidia Semenova (URS)     | ½ | 1 | - | ½ | ½ | 1 | 1 | 1 | ½ | 0  | 0  | ½  | 1  | 1  | 0  | 1  | 1  | 1  | 11½    | 93.75     |
| 4  | Agnieszka Brustman (POL) | ½ | 1 | ½ | - | 1 | ½ | ½ | 1 | ½ | ½  | 0  | ½  | 0  | 1  | 1  | 1  | 1  | 1  | 11½    | 92.25     |
| 5  | Gulnar Sakhatova (URS)   | ½ | 0 | ½ | 0 | - | 1 | ½ | ½ | 1 | 0  | 1  | 1  | ½  | 0  | 1  | 1  | 1  | 1  | 10½    |           |
| 6  | Zsuzsa Verőci (HUN)      | ½ | 1 | 0 | ½ | 0 | - | 1 | ½ | 1 | ½  | 1  | ½  | 1  | ½  | 0  | 1  | 0  | 1  | 10     | 82.25     |
| 7  | Nina Høiberg (DEN)       | ½ | 0 | 0 | ½ | ½ | 0 | - | 0 | 1 | 1  | 1  | 1  | ½  | 1  | 1  | 0  | 1  | 1  | 10     | 73.50     |
| 8  | Mária Ivánka (HUN)       | ½ | 0 | 0 | 0 | ½ | ½ | 1 | - | ½ | 1  | ½  | 1  | ½  | 0  | ½  | ½  | 1  | 1  | 9      | 67.50     |
| 9  | Svetlana Matveeva (URS)  | 0 | 1 | ½ | ½ | 0 | 0 | 0 | ½ | - | ½  | ½  | 0  | 1  | 1  | 1  | ½  | 1  | 1  | 9      | 66.00     |
| 10 | Liu Shilan (CHN)         | 0 | 0 | 1 | ½ | 1 | ½ | 0 | 0 | ½ | -  | 1  | 1  | ½  | ½  | ½  | 0  | ½  | 1  | 8½     |           |
| 11 | Marija Petrović (YUG)    | 0 | 0 | 1 | 1 | 0 | 0 | 0 | ½ | ½ | 0  | -  | ½  | 1  | 0  | 1  | 1  | 0  | 1  | 7½     | 57.25     |
| 12 | Suzana Maksimović (YUG)  | 0 | 0 | ½ | ½ | 0 | ½ | 0 | 0 | 1 | 0  | ½  | -  | 0  | 1  | ½  | 1  | 1  | 1  | 7½     | 52.25     |
| 13 | Rohini Khadilkar (IND)   | ½ | 0 | 0 | 1 | ½ | 0 | ½ | ½ | 0 | ½  | 0  | 1  | -  | ½  | ½  | ½  | ½  | ½  | 7      | 57.50     |
| 14 | Bettina Trabert (FRG)    | ½ | 0 | 0 | 0 | 1 | ½ | 0 | 1 | 0 | ½  | 1  | 0  | ½  | -  | 0  | ½  | ½  | 1  | 7      | 54.00     |
| 15 | Zorica Nikolin (YUG)     | 0 | 0 | 1 | 0 | 0 | 1 | 0 | ½ | 0 | ½  | 0  | ½  | ½  | 1  | -  | 0  | 1  | 0  | 6      | 49.00     |
| 16 | Teresa Canela (ESP)      | 0 | 0 | 0 | 0 | 0 | 0 | 1 | ½ | ½ | 1  | 0  | 0  | ½  | ½  | 1  | -  | ½  | ½  | 6      | 44.00     |
| 17 | Zirka Frometa (CUB)      | 0 | 0 | 0 | 0 | 0 | 1 | 0 | 0 | 0 | ½  | 1  | 0  | ½  | ½  | 0  | ½  | -  | ½  | 4½     |           |
| 18 | Julia Lebel-Arias (FRA)  | 0 | 0 | 0 | 0 | 0 | 0 | 0 | 0 | 0 | 0  | 0  | 0  | ½  | 0  | 1  | ½  | ½  | -  | 2½     |           |

## Tournoi des candidates 1988
Les six qualifiées des tournois interzones ont été rejointes par les deux premières du tournoi des candidates précédent : Akhmilovskaïa et Alexandria.
Comme le tournoi précédent, le tournoi des candidates de cette édition s'est déroulé sous la forme d'un tournoi à deux tours à Tsqaltubo en janvier 1988. Isoseliani et Akhmilovskaya (la challenger de l'édition précédente) sont arrivées à égalité pour la première place, mais Iosseliani a remporté l'éliminatoire 3-2, gagnant ainsi le droit de défier la championne du monde pour le titre.
|   | Joueuses                    | 1  | 2  | 3  | 4  | 5  | 6 | 7  | 8  | Points | Départage |
| - | --------------------------- | -- | -- | -- | -- | -- | - | -- | -- | ------ | --------- |
| 1 | Nana Ioseliani (URS)        | -  | 1½ | ½  | 1½ | 1  | 2 | 1½ | 2  | 10     | 62.25     |
| 2 | Elena Akhmilovskaya (URS)   | ½  | -  | 1½ | 1½ | 1½ | 2 | 2  | 1  | 10     | 62.25     |
| 3 | Irina Levitina (URS)        | 1½ | ½  | -  | ½  | 1½ | 1 | 1½ | 1½ | 8      | 51.25     |
| 4 | Marta Litinskaya-Shul (URS) | ½  | ½  | 1½ | -  | 1  | 1 | 1½ | 2  | 8      | 47.75     |
| 5 | Nana Alexandria (URS)       | 1  | ½  | ½  | 1  | -  | 1 | 1  | 1½ | 6½     |           |
| 6 | Agnieszka Brustman (POL)    | 0  | 0  | 1  | 1  | 1  | - | 1  | 1½ | 5½     |           |
| 7 | Nona Gaprindashvili (URS)   | ½  | 0  | ½  | ½  | 1  | 1 | -  | 1  | 4½     |           |
| 8 | Ketevan Arakhamia (URS)     | 0  | 1  | ½  | 0  | ½  | ½ | 1  | -  | 3½     |           |

## Match de championnat 1988
Le match de championnat s'est déroulé à Telavi en 1988. Cette fois, la challenger Ioseliani a mis la pression sur la championne, en particulier lorsqu'elle a remporté l'avant-dernière partie, réduisant l'avance de Chiburdanidze à un point. En fin de compte, la championne a forcé les Noirs à faire match nul dans la dernière partie et a conservé son titre.
|                          | 1 | 2 | 3 | 4 | 5 | 6 | 7 | 8 | 9 | 10 | 11 | 12 | 13 | 14 | 15 | 16 | Total |
| ------------------------ | - | - | - | - | - | - | - | - | - | -- | -- | -- | -- | -- | -- | -- | ----- |
| Maia Chiburdanidze (URS) | ½ | 1 | ½ | 0 | ½ | ½ | 1 | ½ | ½ | ½  | 1  | ½  | ½  | ½  | 0  | ½  | 8½    |
| Nana Ioseliani (URS)     | ½ | 0 | ½ | 1 | ½ | ½ | 0 | ½ | ½ | ½  | 0  | ½  | ½  | ½  | 1  | ½  | 7½    |